# Talysjspråkiga Wikipedia
Talysjspråkiga Wikipedia är den talysjiska versionen av Wikipedia. Den startades i december 2023. På den här wikin är det talysjiska språket skrivet med latinsk skrift och kan även läsas med kyrillisk skrift. Idag har Talysjspråkiga Wikipedia 3735 registrerade användare och 2 moderatorer. Den har i maj 2024, 9055 artiklar.